# Blepharis fenestralis
Blepharis fenestralis är en akantusväxtart som beskrevs av K. Vollesen. Blepharis fenestralis ingår i släktet Blepharis och familjen akantusväxter. Inga underarter finns listade i Catalogue of Life.